# Joseph-Marie Leray
Joseph-Marie Leray MSC (ur. 25 stycznia 1854 w Montoir-de-Bretagne, zm. 17 października 1929) – francuski duchowny rzymskokatolicki, misjonarz Najświętszego Serca Jezusowego, biskup,
wikariusz apostolski Wysp Gilberta.

## Biografia
Joseph-Marie Leray urodził się 25 stycznia 1854 w Montoir-de-Bretagne we Francji. W 1879 otrzymał święcenia prezbiteriatu i został kapłanem diecezji Nantes. W 1886 wstąpił do Misjonarzy Najświętszego Serca Jezusowego i wyjechał na misje. W 1888 był w gronie trzech pierwszych misjonarzy katolickich, którzy przybyli na Wyspy Gilberta. Zostali tam oni zorganizowaną wspólnotę katolicką i kościoły. Dotychczas ewangelizacja tych wysp prowadzona była przez osoby świeckie, które przyjęły chrzest pracując na innych wyspach Pacyfiku. Tamtejszy Kościół do 1888 nie posiadał jednak kapłanów.
28 czerwca 1897 papież Leon XIII erygował wikariat apostolski Wysp Gilberta i 24 lipca 1897 mianował o. Leraya pierwszym wikariuszem apostolskim oraz biskupem tytularnym Remesiany. 26 czerwca 1898 w bazylice śś. Donacjana i Rogacjana w Nantes przyjął sakrę biskupią z rąk biskupa Nantes Pierre’a-Émile’a Rouarda. Współkonsekratorami byli biskup Jaffny Henri Joulain OMI oraz koadiutor biskupa Saint Albert Emile Joseph Legal OMI.
W 1919 wyraził chęć zrezygnowania z wikariatu, jednak jego rezygnacja została przyjęta dopiero w 1926 lub 1927. Zmarł 17 października 1929.